# Nuada
 (février 2023).
Si vous disposez d'ouvrages ou d'articles de référence ou si vous connaissez des sites web de qualité traitant du thème abordé ici, merci de compléter l'article en donnant les références utiles à sa vérifiabilité et en les liant à la section « Notes et références ».
Dans la mythologie celtique irlandaise, Nuada ou Nuadha Airgetlam, Airgeadlámh signifiant « au Bras d’Argent ou à la main » est le roi des dieux, Fils d'Eochaid, mais avant tout, conformément aux épisodes mythologiques qui le présentent, un roi qui a décliné son privilège à cause de sa main qui ne se remettait plus en place après la Seconde bataille de Mag Tureaidh. En effet, après plusieurs tentatives de Dian-cecht, le dieu médecin de la tribu des Tuatha Dé Dannan, son bras ne pouvait plus tenir. Par conséquent, et selon la tradition celto-galloise, lorsqu'un roi perd un membre de son corps lors d'un combat, il n'a pas plus d'honneur ni de privilège. Nous comprenons alors la similitude entre lui et le prototype originel duquel il en est issu, serait un dieu ciel-diurne déclinant, analogue au dieu latin Vedius.

## Mythologie

### Hiérarchie des Tuatha Dé Danann
Les fonctions des Tuatha Dé Danann sont classées de la façon suivante.
Hors classe :
- Lug Samildanach (dieu polytechnicien)

Fonction sacerdotale :
- Dagda (dieu-druide)

Fonction guerrière :
- Ogme (dieu de la magie guerrière)
- Nuada (royauté)

Fonction artisanale :
- Goibniu (dieu forgeron)
- Credne (dieu bronzier)
- Luchta (dieu charpentier)

Participant aux trois fonctions :
- Diancecht (dieu-médecin) père de Airmed, Miach et Oirmiach
- Mac Oc ou Oengus (jeunesse)

Déesse féminine unique connue sous les formes :
- Brigit (déesse des poètes, des forgerons et des médecins)
- Étain ou Eithne (reine d’Irlande, mère de tous les dieux)
- Boand (autre nom de Brigit, déesse éponyme de la Boyne)
- Mórrígan (déesse guerrière, ou bien de la souveraineté)

### Nuada
Nuada est un roi mythique des Tuatha Dé Danann (la Tribu de la déesse Dana) et relève de la deuxième classe guerrière : sa fonction est d’assumer la royauté et d’assurer la redistribution des richesses. Il correspond au dieu védique Indra (voir Georges Dumézil et l'idéologie tripartite des Indo-européens, travaux inclus dans une publication collective, L'histoire des Religions).
Lors de la « Première bataille de Mag Tuireadh » contre les Fir Bolg il a le bras droit coupé, infirmité discriminatoire pour l’exercice de la royauté. Il doit laisser la place à Bres, du peuple des Fomoires, dont le règne sera de courte durée. Diancecht, le dieu médecin lui fabrique une prothèse en argent, ce qui lui permet de recouvrer la souveraineté. Par la suite, Miach, fils de Diancecht, lui greffe le bras coupé. Il trouve la mort lors de la « Deuxième bataille de Mag Tuireadh ». Dans certaines versions de la mythologie, il est l’époux d'Ethniu (ou Ethnée), fille de Delbáeth.
Au pays de Galles, il s’appelle Nudd (ou Llud) et en Gaule Nodens.